# Merethe Lindstrøm
Merethe Lindstrøm (Bergen, 26 maggio 1963) è una scrittrice e musicista norvegese nota soprattutto per le diverse raccolte di racconti che dal 1983 - anno del debutto letterario - ha pubblicato, passando poi gradualmente al romanzo e, occasionalmente, ha anche scritto libri per bambini.
Nel 2011 ha scritto quello che, ad oggi (2013), è senz'altro il suo romanzo più famoso, cioè Dager i stillhetens historie, o, nella traduzione inglese, Days in the History of Silence: infatti, le ha valso l'elogio del giornale norvegese Dagbladet - il secondo più venduto del Paese - che ne ha sottolineato l'eleganza stilistica, l'essenzialità del linguaggio e soprattutto la sensibilità, doti che le hanno consentito di concentrare la narrazione entro una stanza; oltre al plauso della critica, è stata insignita del Norske Kritikerprisen for litteratur - noto anche nella forma composta Kritikerprisen, è probabilmente il premio letterario norvegese più prestigioso: risale infatti al 1950 e, prima della Merethe, Per Petterson, che è oggi probabilmente lo scrittore norvegese più in voga, lo ha vinto ben due volte, una prima del successione internazionale, la seconda a coronamento di quello - e, oltre al Kritikerprisen, ha vinto anche il prestigiosissimo Nordisk Råds litteraturpris - che dal 1962 premia le eccellenze scandinave: la Merethe è stata la 11ª norvegese ad esserne insignita.
Oltre all'attività di scrittrice, è degna di nota quella di musicista: ha infatti suonato con diverse band rock, a Bergen come ad Oslo.